# 사후경직
사후경직(rigor mortis, 영국식 영어로는 rigour mortis, 또는 postmortem rigidity)은 죽음의 단계 중 하나이다. 겉으로 보아 인지할 수 있는 사망의 소견(사후변화) 중 하나이며, 시신의 사지가 뻣뻣해진다. 근육의 화학적 변화, 주로 칼슘의 변화로 인해 발생한다. 사람의 경우 사후경직은 사망 이후 4시간 정도 만에 발생할 수 있다. 속설이나 흔히 아는 것과는 다르게 사후경직은 영구적이지 않으며 발생 몇 시간 만에 사라진다. 보통 실온에서는 8시간 이상 지속되지 않는다. 경직은 골격근뿐만 아니라 평활근, 심근에서도 일어나며 부위별로 경직이 일어나는 시간은 다를 수 있다. 온도가 높을수록 단백질 분해가 빨라져 사후경직이 빨리 풀리게 된다.

## 생리학
사망 이후 생명체의 산소를 이용한 호흡은 정지하여, ATP를 만들기 위해 필요한 산소가 없어지게 된다. ATP는 근육이 이완될 때 액틴과 마이오신의 교차결합이 끊기는 데에 필요하다. 산소가 더 이상 없다면 신체는 산소가 필요하지 않은 해당과정을 통해 계속 ATP를 생산하려 한다. 글리코겐이 다 떨어지면 ATP 농도가 떨어지며, 신체는 액틴-마이오신의 교차결합을 끊지 못하게 되어 근육이 이완되지 못하며 사후경직이 일어난다.
사망 후에는 근소포체가 파괴되면서 칼슘 이온이 세포질로 방출된다. 또한 근육속막이 파괴되면서 추가적인 칼슘 이온이 세포질로 들어간다. 칼슘 이온은 액틴과 마이오신의 교차결합 형성을 활성화한다. 칼슘이 세포질로 한번 들어오면 가는 필라멘트의 트로포닌에 결합하여 트로포닌-트로포마이오신 복합체의 모양이 변하게 하고 마이오신의 머리가 액틴 단백질의 활성 부위에 결합할 수 있게 된다. 사후경직에서 마이오신 머리는 ADP를 통해 액틴 단백질의 활성 부위에 계속 결합해 있고, 다른 효소가 복합체를 분해시키기 전까지 근육은 이완할 수 없게 된다. 정상적인 근육의 이완은 ADP가 ATP로 대체되면서 마이오신-액틴 결합이 불안정해지고 교차결합이 풀리면서 발생한다. 그러나 ATP가 없다면 근육 조직이 내인성이나 세균의 효소에 의해 근육 조직이 분해되어야 근육이 이완된다. 분해 과정 중 마이오신 머리는 효소에 의해 분해되어 근수축이 풀리고 근육이 이완된다.
근세사(myofilament)의 분해는 보통 사후경직이 정점에 이른 지 48 ~ 60시간 후에 일어나며, 사후경직은 사후 13시간가량 만에 발생한다.

## 육류 산업에서
사후경직은 육류 산업에서 매우 중요하다. 사후경직의 시작 시간과 풀리는 시간은 부드러운 고기가 만들어지는 것을 부분적으로 결정한다. 도살된 고기를 즉시 15 °C에서 식히면 저온수축(cold shortening)이라는 현상이 일어나 근섬유분절이 원래 길이보다 크게 수축하며 고기가 질겨진다. 이러한 저온수축은 저장된 칼슘이 낮은 온도에 반응하여 근섬유의 근소포체에서 방출된다. 칼슘은 ATP의 도움을 받으면서 강력한 근수축을 일으킨다. 저온수축을 막기 위해 특히 소고기에는 도살과 가죽을 벗기는 과정 후에 전기자극 과정을 수행한다. 이 과정에서 소고기는 교류 전류로 자극되어 수축과 이완을 반복하게 된다. 이로 인해 고기에 저장된 ATP가 고갈되어 저온수축이 일어나지 않게 된다. 이를 통해 도살 후 며칠 만에 원하는 연한 고기를 얻을 수 있다. 고기의 색깔도 윤기 있는 적색을 보여 효과가 좋다. 이러한 전기자극법은 쇠고기나 양고기 등 사후변화가 느린 고기 종류에는 적합하지만, 원래 도살 후의 대사가 비교적 빠른 돼지고기 등에 사용하면 오히려 고기의 질이 떨어질 수 있다.

## 법의병리학에서

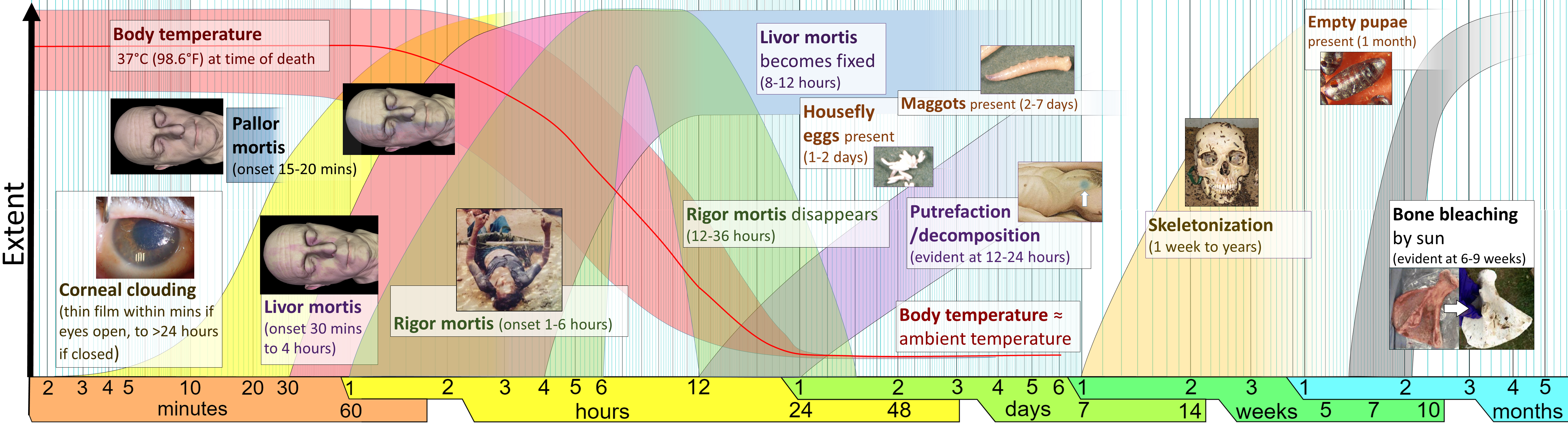
사후변화를 시간별로 표시한 그림.

사후경직의 정도는 사망 추정 시간을 대략적으로 추정하기 위해 법의병리학에서 이용할 수 있다. 시신은 사후경직이 시작되면서 제자리에 그대로 있게 된다. 만일 사후경직이 시작되기 전에 시신을 움직였다면 시반과 같은 다른 사후변화를 적용할 수 있다. 사후경직은 신체에 영향을 미치는 정도가 시간이 갈수록 줄어들기 때문에 일시적 증거로 여겨진다.

## 같이 보기
- 사후경련

## 참고 문헌
- Bear, Mark F; Connors, Barry W.; Paradiso, Michael A., Neuroscience, Exploring the Brain, Philadelphia : Lippincott Williams & Wilkins; Third Edition (1 February 2006). ISBN 0-7817-6003-8
- Robert G. Mayer, "Embalming: history, theory, and practice", McGraw-Hill Professional, 2005, ISBN 0-07-143950-1
- "Rigor mortis and Other Postmortem Changes - Burial, Body, Life, Cause, Time, Person, Human, Putrefaction." Encyclopedia of Death and Dying. 2011. Web. 4 December 2011. <Rigor mortis and Other Postmortem Changes - burial, body, life, cause, time, person, human, Putrefaction>.
- Saladin, Kenneth. Anatomy and Physiology: The Unity of Form and Function, 6th ed. McGraw-Hill. New York, 2012.